# SN 2006lk
SN 2006lk – supernowa typu Ia odkryta 3 października 2006 roku w galaktyce A033204-0006. W momencie odkrycia miała maksymalną jasność 23,10m.